# Nils Bergenstråhle
Nils Bergenstråhle, tidigare Wetterberg, född 6 december 1698 i Kristbergs församling, Östergötlands län, död 17 maj 1767 i Kristbergs församling, Östergötlands län, var en svensk brukspatron.

## Biografi
Nils Bergenstråhle föddes 1698. Han var son till brukspatronen Gabriel Bergenstråhle och Anna Flint. Bergenstråhle arbetade som brukspatron. Han avled 1767 på Nordsjö i Kristbergs socken.

### Egendom
Bergenstråhle ägde Åsandby i  Västra Ny socken.

### Familj
Bergenstråhle gifte sig 1 december 1713 på Godegårds bruk i Godegårds socken med Maria Elisabet De Geer (1713–1791), dotter till brukspatronen Jean De Geer och Maria Christina Bülow. De fick tillsammans barnen Johanna Christina Bergenstråhle (1734–1759) som var gift med brukspatronen Carl Tisell, Beata Elisabet Bergenstråhle (1735–1736), Johan Gabriel Bergenstråhle (1736–1736), Catharina Maria Bergenstråhle (1737–1737), brukspatronen Carl Otto Bergenstråhle (1738–1793), kammarherren Nils Gabriel Bergenstråhle (1739–1804), Beata Charlotta Bergenstråhle (1740–1741), kaptenen Alexander Bergenstråhle (1741–1821) vid Östgöta infanteriregemente, Altea Lovisa Bergenstråhle (1744–1767) som var gift med ryttmästaren Otto Magnus Wolffelt, Johan Gustaf Bergenstråhle (1746–1747) och kaptenen Axel Wilhelm Bergenstråhle (1747–1825).